# 28995 Marquess
28995 Marquess è un asteroide della fascia principale. Scoperto nel 2001, presenta un'orbita caratterizzata da un semiasse maggiore pari a 2,593518 UA e da un'eccentricità di 0,206893, inclinata di 2,299482° rispetto all'eclittica.